# Černá v Pošumaví
Černá v Pošumaví (Duits: Schwarzbach) is een kleine plaats in de Tsjechische regio Zuid-Bohemen. De plaats dient voornamelijk als uitvalsbasis voor de toeristen die het Lipnomeer en het nationale park Šumava komen bezoeken.
In de 18e eeuw werd in Černá en Hůrka grafiet ontdekt. De grafietproductie was voor enkele decennia een van de grootste van de wereld.
Černá v Pošumaví ligt op het kruispunt van de weg van Vyšší Brod naar Volary en de weg die naar Český Krumlov loopt. Tevens is er een spoorlijn met station.
Benešov nad Černou · Besednice · Bohdalovice · Brloh · Bujanov · Černá v Pošumaví · Český Krumlov · Dolní Dvořiště · Dolní Třebonín · Frymburk · Holubov · Horní Dvořiště · Horní Planá · Hořice na Šumavě · Chlumec · Chvalšiny · Kájov · Kaplice · Křemže · Lipno nad Vltavou · Loučovice · Malonty · Malšín · Mirkovice · Mojné · Netřebice · Nová Ves · Omlenice · Pohorská Ves · Polná na Šumavě · Přední Výtoň · Přídolí · Přísečná · Rožmberk nad Vltavou · Rožmitál na Šumavě · Soběnov · Srnín · Střítež · Světlík · Velešín · Větřní · Věžovatá Pláně · Vojenský újezd Boletice · Vyšší Brod · Zlatá Koruna · Zubčice · Zvíkov